# Гекльберри Финн и его друзья
«Гекльберри Финн и его друзья» (англ. Huckleberry Finn and His Friends), другое название — «Приключения Тома Сойера и Гекльберри Финна» (нем. Die Abenteuer von Tom Sawyer und Huckleberry Finn) — телевизионный сериал 1979 года, экранизация произведений Марка Твена «Приключения Тома Сойера» и «Приключения Гекльберри Финна». Совместное производство Канады и Западной Германии. Премьера в Канаде — 1 января 1980 года.

## Сюжет
Сериал объединяет сюжеты книг «Приключения Тома Сойера» и «Приключения Гекльберри Финна» в одну большую историю. При этом Гекльберри Финну в картине придаётся большее значение, чем Тому Сойеру, который, тем не менее, не отодвигается на задний план.

## В ролях
- Иэн Трейси — Гекльберри Финн
- Сэмми Снейдерс — Том Сойер
- Бригитта Хорней — тётя Полли
- Берни Колсон — Сид
- Блу Манкума — Джим
- Барни О’Салливан — судья Тэтчер
- Алекс Дьякун — индеец Джо
- Ллойд Бери — Мэф Поттер
- Дэйл Уолтерс — Джо Гарпер
- Холли Файндлей — Бекки Тэтчер
- Брэд Сакияма — Бен Роджерс
- Алек Уиллоуз — доктор Робинсон
- Гуннар Мёллер — констебль
- Маргарет Мартин — миссис Гарпер
- Дженн Мортил — Сьюзи Гарпер
- Лиллиан Карлсон — вдова Дуглас
- Кэтрин Джонстон — мисс Уотсон
- Хэйгэн Бэггс — папаша Финн
- Дина Хинц — тётя Салли
- Дон Маккей — дядя Сайлас
- Хайнц Шиммельпфенниг — Герцог
- Джозеф Голланд — Король
- Уолтер Марш — полковник Грэнджерфорд
- Пол Ротери — Бак Грэнджерфорд
- Брюс Гринвуд — Боб Грэнджерфорд
- Мелисса Диксон — миссис Грэнджерфорд
- Нэнси Исаак — София Грэнджерфорд
- Даг Гринхолл — Том Грэнджерфорд
- Николя Кавендиш — Шарлотта Грэнджерфорд
- Эрни Кинг — Нат

## Производство

### Места съёмок
Съёмки сериала происходили в Музее-деревне Бёрнаби (город Бёрнаби, Британская Колумбия). Девятая серия частично снималась в заповеднике Alaksen National Wildlife Area.

### Подбор актёров
Согласно документальному фильму о съёмках сериала, в кастинге на роль Тома Сойера участвовал Майкл Джей Фокс.